# Bupleurum multinerve
Bupleurum multinerve — вид квіткових рослин родини окружкових (Apiaceae).

## Біоморфологічна характеристика
Це багаторічна рослина. Стебел зазвичай 2—3 або більше, рідше одиночні, прості або у верхній частині більш менш гіллясті, до 50–100 см заввишки. Парасольки досить великі, з 5–15(20) променями; квітки по 20–30(50) в парасольці. Пелюстки жовті. Плоди еліптичні, темно-коричневі, 3–4 мм завдовжки.

## Поширення
Євразія від України до Монголії.
В Україні вид зростає у Карпатах (хребет Свидовець, гора Герашеска), дуже рідко. Вид уключений до Червоної книги України [RED …, 2009], як B. ranunculoides L..